# TvN Remix Version
tvN Remix Version은 대한민국 가수 엄정화의 리믹스 디지털 싱글이다. 2006년에 발매되었다. 타이틀곡은 〈초대 (tvN Remix Version)〉이다.

## 수록곡
1. 초대 (tvN Remix Version)
2. 다가라 (tvN Remix Version)